# Move (рок-группа, Япония)
Move (стилизуется как m.o.v.e или M.O.V.E, до 2005 года как move) — японская поп-рок-группа, сочетающая в себе несколько музыкальных стилей, некоторые из которых образовались в конце 1990-х на стыке нескольких стилей. Основана в 1997 году.

## История

### Создание группы
Группа была основана в 1997 году музыкантом, участником группы Favorite Blue и начинающим на тот момент музыкальным продюсером Такаси Кимурой и рэпером Мототакой Сэгавой и начинающей тогда певицей Юри Масудой.
Это была вторая совместная работа Кимуры и Сэгавы после сотрудничества Кимуры с группой RAVEMAN, в которой Сэгава выступал под псевдонимом «U.S-TOM».

### Первые песни и первый успех
Осенью 1997 года участники группы (называвшейся тогда просто «move») приступили к записи своего первого альбома, «Electrock». Одной из первых была записана песня «Rock It Down», которую решено было выпустить синглом. CD с 4 версиями песни (японской сокращённой радио-версией (4:07), её инструментального варианта, японской полной версией в стиле группы Favorite Blue (6:03) и её англоязычной версией) был выпущен 1 октября 1997 года в Японии.
Но славу группе принёс следующий сингл — на песню Around the World. В то время шла работа над анимационным сериалом Initial D. Песня, набравшая популярность в японских чартах, приглянулась продюсерам картины и была использована в качестве первого опенинга первого сезона сериала. В качестве эндинга была использована также песня группы «move», Rage your Dream (видеоряд эндинга был частично составлен из видеоклипа на эту песню).

### США: аббревиатура и гастроли
В 2005 году группа вынуждена была сменить именование и стилистику названия в связи с возможным выходом записей группы на iTunes — в США уже была группа с таким названием. Участники решили добавить точки после букв, чтобы создать иллюзию аббревиатуры. Однако суть названия от этого не изменилась.
В том же году группа направилась на гастроли по США и выступила на аниме-фестивале «Anime USA» в Северной Виргинии.

### Поздний период
В 2006 году вышел седьмой альбом группы m.o.v.e, «GRID». В этом альбоме участники группы вернулись от тёмных тонов, печальных тем и ро́ковых мотивов к эклектическому звуку в стиле ранних альбомов, с упором на транс, R’n’B и хип-хоп старой школы. Участники группы активно работали над альбомом, особенно над синглами, обложки которых украсили фотографии участников группы.
В 2009 году был выпущен альбом «Humanizer». За полгода до этого 3 песни с этого альбома (Dive Into Stream, Keep on Movin' и Soukyuu no FLIGHT, версии с вокалом и инструментальная) были выпущены синглом.
2 декабря 2008 года Кимура заявил на сайте группы, что желает уделять больше внимания продюсированию и меньше — сценическим выступлениям. 10 апреля 2009 года группа выступила на аниме-фестивале Kamikazecon II с приглашённым диджеем-инструменталистом DJ T-Tashiro. Там же и было объявлено, что Кимура больше не будет выступать на сцене, а сосредоточится на написании музыки и продюсировании группы.

### Прощальный концерт и роспуск группы
7 декабря 2012 года на официальном сайте группы было объявлено, что после 15 лет выступлений группа прекращает свою деятельность и распускается после прощального выступления, которое состоялось 16 марта 2013 года. Планировавшийся к выпуску 19 декабря альбом «Best Moves» был отложен из-за этого решения. Впоследствии была назначена новая дата выхода — конец февраля 2013 года — и новое название — «Best Moves ~and move goes on~». По той же причине был перенесён и юбилейный концерт «15th Anniversary Concert — Best m.o.v.e», новым названием которого стало «m.o.v.e — The Last Show — Champagne Fight» (он и стал тем самым прощальным выступлением группы). Запись этого концерта была выпущена на DVD 5 июня 2013 года.

## Оценка творчества группы
Вероятно, группа m.o.v.e прославилась благодаря своему уникальному стилю, в котором участники группы сочетали рок-музыку, рэп, электронику, метал и другие жанры.
Группа также известна тем, что многие песни группы звучали в анимационном сериале Initial D и компьютерных играх по его мотивам:
- «Around the World» — первый опенинг первого сезона сериала.
- «Rage your Dream» — первый эндинг первого сезона сериала.
- «Break In2 the Nite» - второй оппенинг первого сезона
- «Blazin' Beat» - первый опеннинг второго сезона
- «Gamble Rumble» — опенинг полнометражного фильма Initial D Third Stage.
- «Dogfight» - первый опеннинг четвертого сезона
- «Blast My Desire»
- «Noizy Tribe» - второй опеннинг четвертого сезона
- «Nobody Reason»
- «Double Ace» — тема из игры Initial D Arcade Stage 6 AA.
- «Raise Up» (одна из последних песен группы) — опенинг Initial D Fifth Stage.
- «Yuushuusouka» — эндинг Initial D Fifth Stage.
- «Outsoar The Rainbow» — опенинг Initial D Final Stage.
- «Days» — эндинг Initial D Final Stage.

Ещё три песни были использованы в других анимационных сериалах и играх:
- «Drivin' Through the Night» — опенинг аниме Ikki Tousen
- «Romancing Train» — второй эндинг аниме Final Fantasy: Unlimited
- «Can’t Quit This!!!! Knock’em Out [SH Funk Mix]» — тема финальных титров игры Dynasty Warriors 2

## Дискография

### CD-синглы
1. «Rock It Down» (October 1, 1997)
2. «Around the World» (January 7, 1998)
3. «Over Drive» (March 18, 1998)
4. «Rage Your Dream» (May 13, 1998)
5. «Break in2 the Nite» (November 11, 1998)
6. «Platinum» (June 30, 1999)
7. «Blazin' Beat» (October 27, 1999)
8. «Words of the Mind (Brandnew Journey)» (January 19, 2000)
9. «Sweet Vibration» (July 19, 2000)
10. '«Gamble Rumble» (January 11, 2001)
11. «Super Sonic Dance» (June 13, 2001)
12. «Fly Me So High» (August 8, 2001)
13. «Come Together» (December 19, 2001)
14. «Romancing Train» (February 6, 2002)
15. «Future Breeze» (June 26, 2002)
16. «¡Wake Your Love!» (November 20, 2002)
17. «Burning Dance (And Other Japanimation Songs)» (June 25, 2003)
18. «Painless Pain» (September 3, 2003)
19. «Blast My Desire» (January 7, 2004)
20. «Dogfight» (May 26, 2004)
21. «Ghetto Blaster» (August 4, 2004)
22. «How to See You Again/Noizy Tribe» (January 13, 2005)
23. «Freaky Planet» (September 28, 2005)
24. «Disco Time» (October 26, 2005)
25. "Raimei (Out of Kontrol)" (яп. 雷鳴 ～out of kontrol～) (November 23, 2005)
26. «Angel Eyes» (December 14, 2005)
27. «Systematic Fantasy/Good Day Good Time» (June 20, 2007)
28. «Speed Master» with 8-Ball (August 22, 2007)
29. «Dive into Stream» (July 2, 2008)
30. «Fate Seeker» (January 13, 2010)
31. «Overtakers» feat. Ryuichi Kawamura x Sugizo (May 11, 2011)

#### Релизы группы на iTunes Music Store USA
- Dogfight — EP

1. «Dogfight (English Version)»

- Freaky Planet/Dogfight — Single

1. «Freaky Planet (English Version)»
2. «Dogfight (English Version)»

- Vagabond/Noizy Tribe/Les Rhythms Digitals Mix — EP

1. «Vagabond (English Version)»
2. «Noizy Tribe (English Version)»
3. «Les Rhythms Digitals Mix»

- The Longest Movie/Cafe Roza Mad Professor Mix — Single

1. «The Longest Movie»
2. «Cafe Roza (For Johnny & Mary) (Mad Professor Mix)»

### Альбомы

#### Студийные
1. Electrock (June 24, 1998)
2. Worlds of the Mind (January 19, 2000)
3. Operation Overload 7 (February 15, 2001)
4. Synergy (February 27, 2002)
5. Decadance (September 10, 2003)
6. Deep Calm (January 28, 2004)
7. Boulder (January 26, 2005)
8. Grid (January 25, 2006)
9. Humanizer (January 21, 2009)
10. Dream Again (March 3, 2010)
11. Overtakers Spirit (May 25, 2011)
12. XII (March 7, 2012)

#### Альбомы серии anim.o.v.e
Песни из анимационных фильмов в исполнении группы m.o.v.e
1. anim.o.v.e 01 (August 18, 2009)
2. anim.o.v.e 02 (August 25, 2010)
3. anim.o.v.e 03 (September 7, 2011)

#### Remix-альбомы
1. Remixers Play Move (March 23, 2000)
2. Super Eurobeat Presents Euro Movement (November 29, 2000)
3. Hyper Techno Mix Revolution I (May 30, 2001)
4. Hyper Techno Mix Revolution II(July 25, 2001)
5. Hyper Techno Mix Revolution III (October 11, 2001)
6. TropicanTrops (August 28, 2002)
7. Fast Forward: Future Breakbeatnix (May 26, 2004)

#### Best-альбомы (сборники лучших песен)
- Move Super Tune: Best Selections (December 4, 2002)
- Rewind: Singles Collection+ (March 24, 2004)
- Move 10th Anniversary Mega Best (October 3, 2007)
- m.o.v.e B-Side Best (February 8, 2012)
- anim.o.v.e Best (February 22, 2012)
- Best moves. 〜and move goes on〜 (February 27, 2013)

#### Live-альбомы (записи живых выступлений)
- Move 10 Years Anniversary Megalopolis Tour 2008 Live CD at Shibuya Club Quattro (March 19, 2008)

### Аудио на DVD
- Move Super Tune: Best Selections (January 28, 2004)

### Видео на DVD
- Overdose Pop Star (November 1, 2000)
- 'Synergy Clips (March 13, 2002)
- Future Breeze+Various Works (June 26, 2002)
- ¡Wake Up Your! DVD (November 20, 2002)
- Painless Pain DVD (September 3, 2003)
- Blast My Desire (January 7, 2004)
- Dogfight (May 26, 2004)
- Move 10th Anniversary Giga Best (October 3, 2007)
- Move 10 Years Anniversary Megalopolis Tour 2008 Live DVD at Shibuya Club Quattro' (March 19, 2008)

### Видео на VHS
- Electrize (October 7, 1998)
- Electrizm (November 1, 2000)